# Спортивная гимнастика на летних Олимпийских играх 1896 — командная перекладина
Соревнования на перекладине среди мужских команд на летних Олимпийских играх 1896 прошли 9 апреля. Приняла участие только одна команда.

## Призёры
| Золото | Серебро | Бронза |
| Германия Конрад Бёкер · Герман Вайнгертнер · Фриц Гофман · Фриц Мантойфель · Карл Нойкирх · Рихард Рёштель · Альфред Флатов · Густав Флатов · Георг Хиллмар · Карл Шуман · Густав Шуфт | —       | —      |

## Соревнование

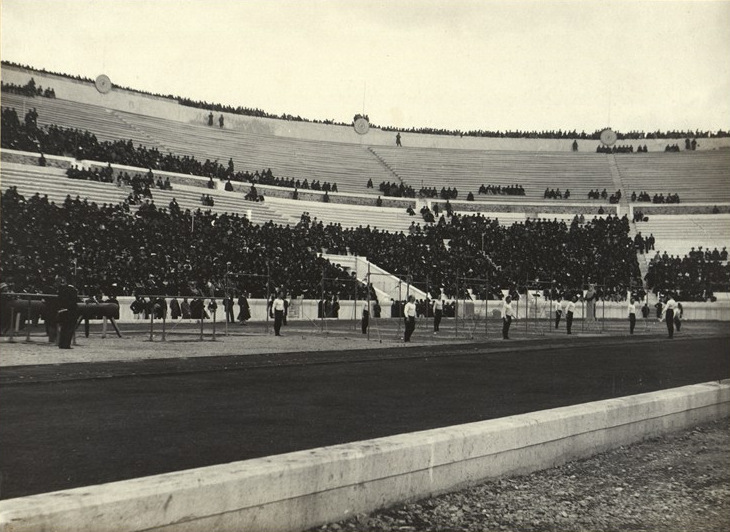
Немецкая команда во время командных упражнений на перекладине

| Место | Страна   | Капитан     | Участники |
| ----- | -------- | ----------- | --- |
| 1     | Германия | Фриц Гофман | Конрад Бёкер, Герман Вайнгертнер, Фриц Мантойфель, Карл Нойкирх, Рихард Рёштель, Альфред Флатов, Густав Флатов, Георг Хиллмар, Карл Шуман, Густав Шуфт |